# بار ویروسی
بار ویروسی، بیان عددی کمیت ویروس در حجم معینی از مایع، شامل نمونه‌های بیولوژیکی و محیطی است. نباید با تیتر ویروسی اشتباه گرفته شود که بستگی به سنجش دارد. هنگامی که آزمایشی برای اندازه‌گیری ذرات ویروس عفونی انجام می‌شود (آزمایش پلاک، آزمایش فوکوس)، تیتر ویروسی اغلب به غلظت ذرات ویروسی عفونی اشاره دارد که با کل ذرات ویروسی متفاوت است. خلط و پلاسمای خون دو مایع بدن هستند که بار ویروسی از آن‌ها اندازه‌گیری می‌شود. به عنوان نمونه‌ای از نمونه‌های محیطی، بار ویروسی نوروویروس را می‌توان از آب روان روی محصولات باغی تعیین کرد. نوروویروس نه تنها ریزش ویروسی طولانی مدت دارد و توانایی زنده ماندن در محیط را دارد، بلکه برای ایجاد عفونت در انسان به یک دوز عفونی ناچیز (کمتر از ۱۰۰ ذره ویروسی) نیاز دارد.